# Ruch Trzeciej Rzeczypospolitej
Ruch Trzeciej Rzeczypospolitej (RTR) – polskie ugrupowanie utworzone w 1992 roku na bazie tzw. Komitetów Obrony Jana Parysa. Odwołania Parysa z rządu Jana Olszewskiego chciał ówczesny prezydent Lech Wałęsa. Po upadku gabinetu Olszewskiego, Jan Parys przekształcił komitety w partię. Po klęsce w wyborach w 1993 r. (2,70% głosów) RTR wszedł w skład Sekretariatu Ugrupowań Centroprawicowych. Partia opowiadała się za dekomunizacją i lustracją osób pełniących funkcje publiczne.
W 1997 r. kandydaci RTR kandydowali z list Ruchu Odbudowy Polski, jednak już w 1998 r. ruch wszedł w skład Akcji Wyborczej Solidarność.